# MediaMarket
MediaWorld S.p.A. è l'azienda italiana appartenente ad una multinazionale tedesca Media-Saturn-Holding GmbH, appartenente al gruppo METRO AG che opera nel settore della vendita al dettaglio di prodotti di elettronica di consumo.
La società opera nel territorio con le insegne MediaMarkt, Saturn e redcoon, e nel 2009 ha registrato un fatturato pari a 2,3 miliardi di euro.

## Insegne

### MediaWorld

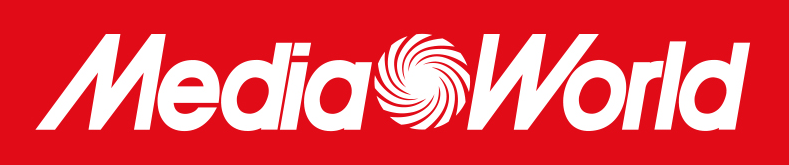
Logo di MediaWorld

MediaMarkt (o MediaWorld) è una catena di negozi che si occupa della vendita al dettaglio di prodotti di elettronica di consumo.
Il primo negozio MediaMarkt risale al 24 ottobre 1991 a Curno, e attualmente i punti vendita sono 115, che fanno dell'Italia il secondo mercato della catena.

### Saturn

Logo di Saturn

Saturn è una catena di distribuzione specializzata nell'elettronica e negli elettrodomestici.
Il primo negozio Saturn italiano è stato aperto a Milano nel 2001, e attualmente i punti vendita sono 14.
Nella primavera 2014, poi, è stato annunciato il cambio di insegna di punti vendita Saturn in Italia in MediaWorld.

### redcoon

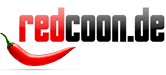
Logo di redcoon

redcoon era un negozio online di articoli elettronici con un focus su elettrodomestici ed elettronica di intrattenimento.
Il sito è andato offline nel 2017.